# Ramularia beticola
Ramularia beticola är en svampart som beskrevs av Fautrey & Lambotte 1897. Ramularia beticola ingår i släktet Ramularia och familjen Mycosphaerellaceae.   Inga underarter finns listade i Catalogue of Life.